# جسی متیوز
جسی متیوز (انگلیسی: Jessie Matthews؛ ۱۱ مارس ۱۹۰۷ – ۱۹ اوت ۱۹۸۱) هنرپیشه و رقصنده اهل بریتانیا بود. وی بین سال‌های ۱۹۱۹ تا ۱۹۸۱ میلادی فعالیت می‌کرد.
از فیلم‌هایی که وی در آن نقش داشته است، می‌توان به والس‌های وینی و ادوارد و خانم سیمپسون اشاره کرد.